# Oraesia emarginata
Oraesia emarginata är en fjärilsart som beskrevs av Fabricius 1794. Oraesia emarginata ingår i släktet Oraesia och familjen nattflyn. Inga underarter finns listade i Catalogue of Life.

## Bildgalleri

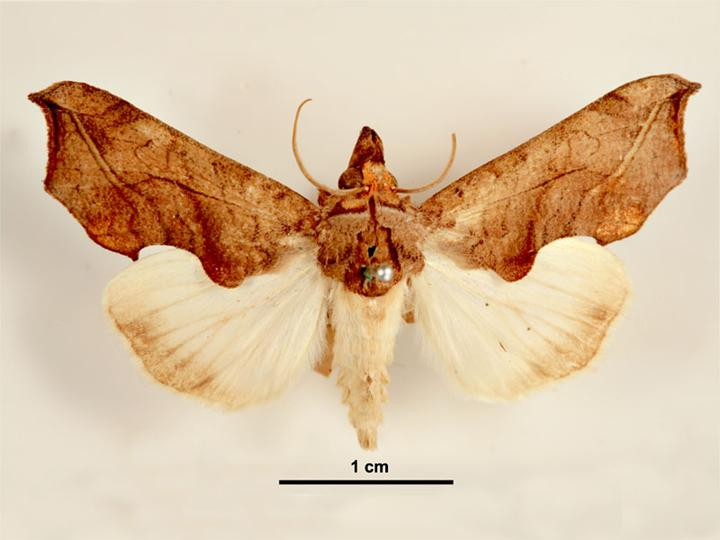
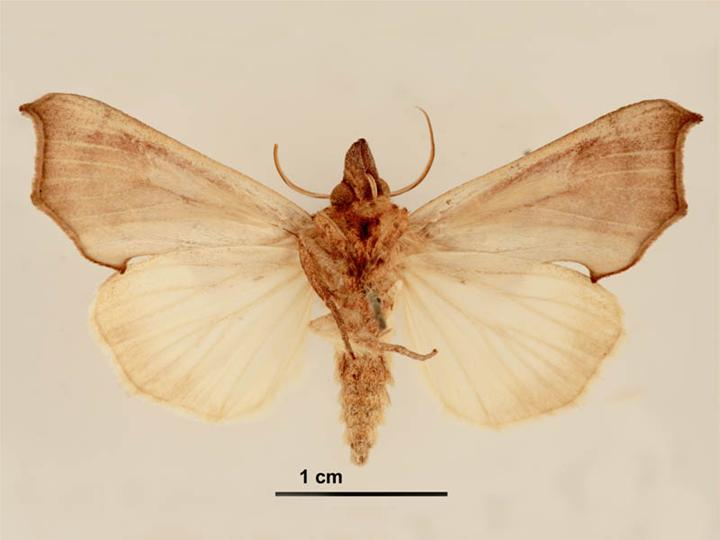
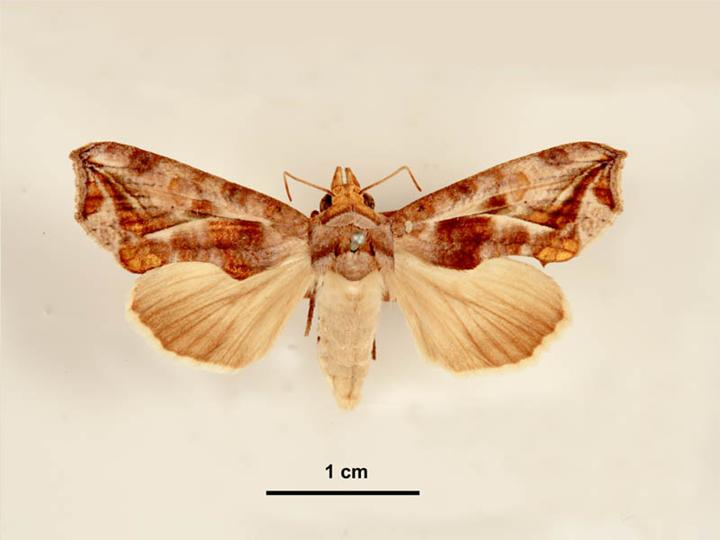
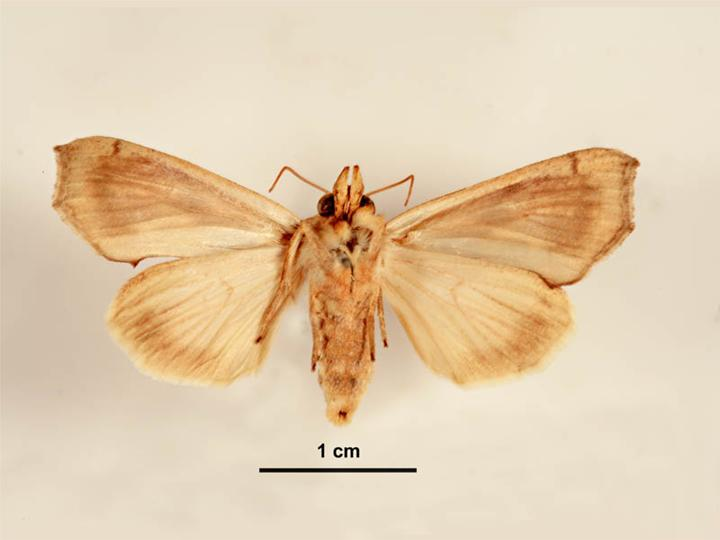
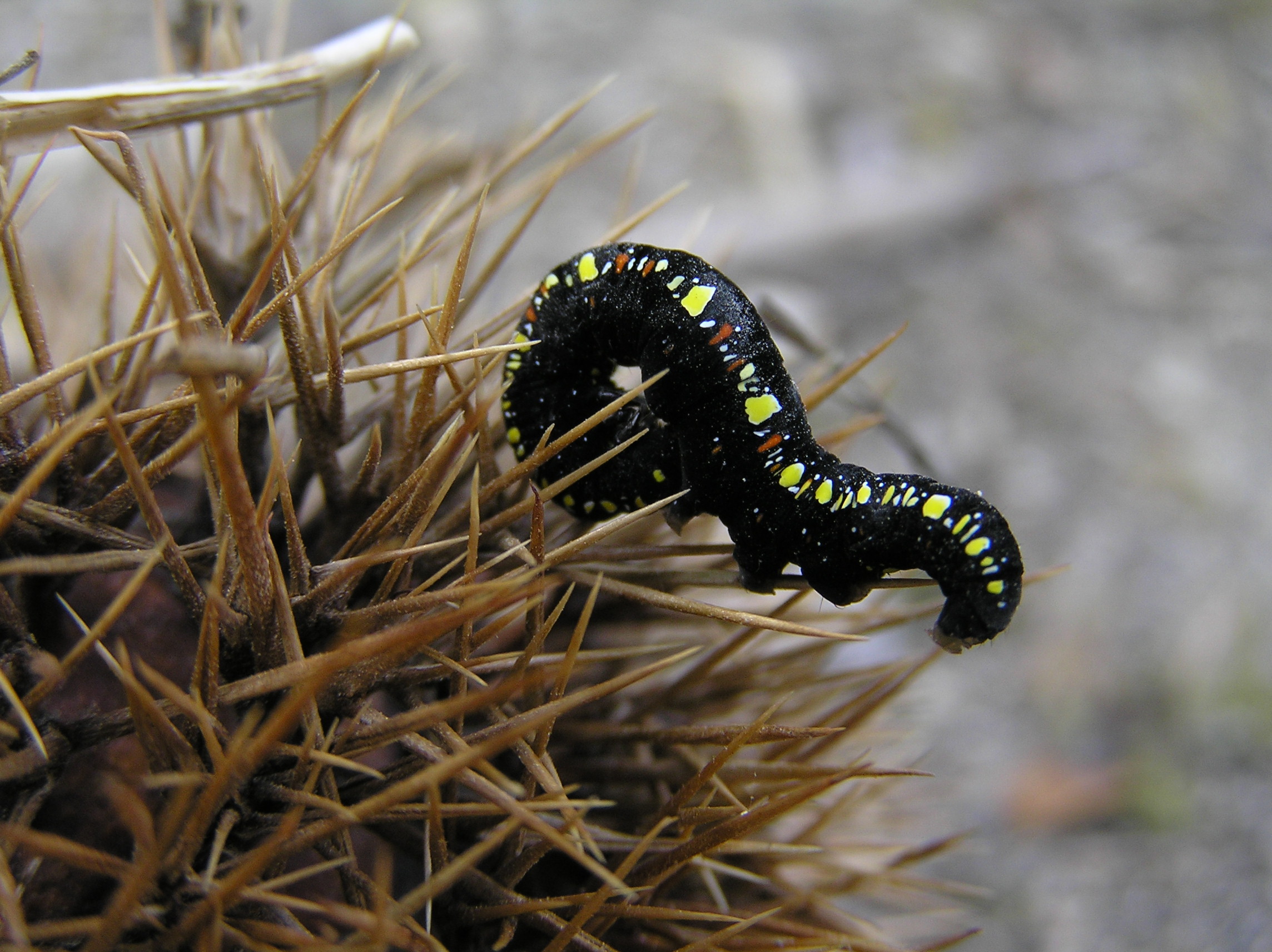